# والتر جي. رونالد
والتر جي. رونالد (بالإنجليزية: Walter G. Ronald)‏ هو سياسي أمريكي، ولد في 18 أغسطس 1857، وتوفي في 31 مايو 1936 في سياتل في الولايات المتحدة.